# Iastrubîci, Radehiv
Iastrubîci (în ucraineană Яструбичі) este o comună în raionul Radehiv, regiunea Liov, Ucraina, formată numai din satul de reședință.

## Demografie
Componența lingvistică a comunei Iastrubîci
     Ucraineană (99,92%)
     Alte limbi (0,08%)
Conform recensământului din 2001, majoritatea populației comunei Iastrubîci era vorbitoare de ucraineană (99,92%), existând în minoritate și vorbitori de alte limbi.